# Séisme de 1993 de Latur
Le séisme de 1993 de Latur est un séisme ayant eu lieu le 30 septembre 1993. Il touche le Maharashtra, et fait environ 10 000 morts et 30 000 blessés, avec environ 50 villages détruits autour de Latur et Osmanabad.